# الرقابة على تيك توك
قامت العديد من الوكالات الحكومية والشركات الخاصة بفرض أو محاولة فرض حظر على منصة الوسائط الاجتماعية تيك توك. أعربت دول مثل الهند والولايات المتحدة عن مخاوفها بشأن ملكية التطبيق من قبل الشركة الصينية بايت دانس، في محاولة لحظره من متاجر التطبيقات. لقد حظرته دول مثل إندونيسيا وبنغلاديش على أساس المخاوف المتعلقة بالمواد الإباحية، في حين أن دولًا أخرى مثل أرمينيا وأذربيجان قد فرضت قيودًا للتخفيف من انتشار المعلومات التي قد تؤدي إلى الصراع.

## آسيا

### أفغانستان
في أبريل 2022، صرح المتحدث باسم حكومة طالبان أنه سيُحظَر التطبيق "لتضليل جيل الشباب" وأن محتوى تيك توك "لا يتوافق مع القوانين الإسلامية".

### أرمينيا
في أكتوبر 2020، أبلغ مستخدمو تيك توك في أرمينيا عن فقد وظائف التطبيق، على الرغم من أنه لم يُؤكد ما إذا كان هذا نتيجة لأي تدخل من قبل الحكومة الأرمينية ردًا على استخدام التطبيق من قبل مصادر أذربيجانية لنشر معلومات مضللة خلال حرب مرتفعات قرة باغ 2020.

### أذربيجان
في 27 سبتمبر 2020، لاحظ مواطنوا أذربيجان قيودًا على وسائل التواصل الاجتماعي عبر مجموعة من المنصات، بما في ذلك تيك توك وفيسبوك وتويتر ولينكد إن ويوتيوب وغيرها. أكدت نت بلوكس القيود المفروضة على وسائل التواصل الاجتماعي ومنصات الاتصال عبر تويتر. وفقًا لوزارة النقل والاتصالات والتكنولوجيا الأذربيجانية، صدرت هذه القيود في محاولة "لمنع استفزازات واسعة النطاق من أرمينيا" خلال نزاع مرتفعات قره باغ الطويل.

### بنغلاديش
في نوفمبر 2018، منعت الحكومة البنغلاديشية الوصول إلى الإنترنت لتطبيق تيك توك كجزء من حملة بنغلاديش على إزالة المواقع الإباحية ومواقع المقامرة. "أريد إنشاء شبكة إنترنت آمنة ومأمونة لجميع البنغاليين، بمن فيهم الأطفال. وهذه حربي ضد الإباحية". وقال مصطفى جبار، مسؤول البريد والاتصالات في بنغلاديش، إن هذه ستكون حربًا مستمرة.
في أغسطس 2020، طلبت حكومة بنغلاديش من تيك توك إزالة 10 مقاطع فيديو من النظام الأساسي حُملت من الدولة. قال وزير البريد والاتصالات في بنغلاديش: "أبلغت سلطات تيك توك الحكومة أنها تزيل مقاطع الفيديو" المسيئة "التي حُملت من بنغلاديش". نتيجة لذلك، قامت الحكومة البنغلاديشية بإلغاء حظر تيك توك.
في يونيو 2021، أصدرت مؤسسة القانون والحياة، وهي منظمة حقوقية، إشعارًا قانونيًا للحكومة البنغالية طالبت فيه بحظر التطبيقات "الخطيرة والضارة" مثل تيك توك وببجي وفري فاير، لكنها فشلت في الحصول على رد. بعد ذلك بوقت قصير، قدم محامو مؤسسة القانون والحياة التماسًا إلى المحكمة العليا، مشاطرين المنظمة في مخاوفها. في أغسطس 2020، شجعت المحكمة العليا حكومة بنغلاديش على حظر التطبيقات "الخطيرة والضارة" مثل تيك توك وببجي وفري فاير "لإنقاذ الأطفال والمراهقين من التدهور الأخلاقي والاجتماعي".

### الهند

#### حظر 2019
في 3 أبريل 2019، طلبت محكمة مدراس العليا، أثناء سماعها لقانون العزل السياسي، من حكومة الهند حظر التطبيق، مشيرة إلى أنه "يشجع على المواد الإباحية" ويعرض "محتوى غير لائق". كما أشارت المحكمة إلى أن القاصرين الذين يستخدمون التطبيق معرضون لخطر الاستهداف من قبل المتحرشين الجنسيين. وطلبت المحكمة كذلك من وسائل الإعلام المرئية عدم بث أي من تلك الفيديوهات من التطبيق. صرح المتحدث باسم تيك توك أنهم كانوا يلتزمون بالقوانين المحلية وينتظرون نسخة من أمر المحكمة قبل أن يتخذوا أي إجراء. في 17 أبريل، أزالت كل من جوجل وأبل تيك توك من جوجل بلاي وآب ستور. بما أن المحكمة رفضت إعادة النظر في الحظر، ذكرت الشركة أنها أزالت أكثر من 6 مليون مقطع فيديو انتهك سياسة المحتوى وإرشاداته.
في 25 أبريل 2019، رُفع الحظر بعد أن عكست محكمة مدراس العليا أمرها، بعد حجة من الشركة المطورة بايت دانس التكنولوجيا. قال تيك توك في بيان إعلامي رسمي: "نحن ملتزمون بتعزيز ميزات السلامة لدينا باستمرار كدليل على التزامنا المستمر تجاه مستخدمينا في الهند". ربما يكون حظر تيك توك في الهند قد كلف التطبيق 15 مليون مستخدم جديد.

#### حظر 2020
حُظر تيك توك، جنبًا إلى جنب مع 58 تطبيقًا صينيًا آخر، تمامًا في الهند من قبل وزارة الإلكترونيات وتكنولوجيا المعلومات في 29 يونيو 2020، مع بيان يقول إنها "تمس سيادة وسلامة الهند، والدفاع عن الهند وأمن الدولة والنظام العام". جاء الحظر ردا على اشتباك عسكري بين القوات الهندية والصينية في الأراضي المتنازع عليها على طول الحدود المشتركة بين لداخ وغرب الصين. بعد مناوشة سابقة في عام 2017 بين جيشي أكبر دولتين من حيث عدد السكان في العالم، طالب الجيش الهندي قواته بحذف عشرات التطبيقات الصينية من أجهزتهم بسبب مخاوف تتعلق بالأمن القومي. تعد تطبيقات مثل سينا ويبو ومتصفح يوسي وشاريت من بين التطبيقات التي حُذفت في ذلك الوقت وحُظرت الآن تمامًا.
وقالت الحكومة الهندية إن قرار حظر التطبيقات كان "لحماية بيانات وخصوصية 1.3 مليار مواطن" ووضع حد للتكنولوجيا التي كانت "تسرق بيانات المستخدمين وتنقلها خلسة في خوادم غير مصرح بها خارج الهند". قال ديف خير، الشريك في شركة لايتسبيد الهند للمشروع، إنه على الرغم من أن حظر التطبيقات في الهند كان خطوة شعبية "تبعث على الشعور بالرضا"، إلا أنه لم يراه شيئًا سيئًا لأنه "شيء فعلته الصين منذ وقت طويل" و "لبقية العالم الحق في فعل ذلك مع الصين".

### إندونيسيا
في 3 يوليو 2018، حُظر تيك توك مؤقتًا في إندونيسيا بعد أن اتهمتها الحكومة الإندونيسية بنشر "مواد إباحية ومحتوى غير لائق وتجديف". قال روديانترا، وزير الاتصالات والمعلومات الإندونيسي، "يحتوي التطبيق على الكثير من المحتوى السلبي والضار، خاصة للأطفال"، وأضاف أنه "بمجرد أن يمنحنا تيك توك ضمانات بأنه يمكنه الحفاظ على محتوى نظيف، يمكن إعادة فتحه."  استجابت تيك توك بسرعة من خلال الوعد بتجنيد 20 موظفًا لفرض رقابة على محتوى تيك توك في إندونيسيا، ورُفع الحظر بعد ثمانية أيام.

### إيران
لا يمكن للإيرانيين الوصول إلى تيك توك بسبب قواعد تيك توك والرقابة الإيرانية.

### الأردن
في 17 ديسمبر 2022، أعلنت الأردن حظرًا مؤقتًا على تيك توك، بعد وفاة ضابط شرطة خلال اشتباكات مع المتظاهرين. في 23 ديسمبر، أفادت وسائل إعلام محلية في الأردن أن المنصة عادت إلى طبيعتها، بعد تعليقها لمدة ستة أيام.

### باكستان
على مدار 15 شهرًا حتى نوفمبر 2021، فرضت ورفعت هيئة الاتصالات الباكستانية (PTA) أربعة عمليات حظر على تيك توك.
في أكتوبر 2020، أمرت باكستان بحظر تيك توك بسبب المحتوى "غير الأخلاقي والفاحش والمبتذل". أُلغي الحظر بعد عشرة أيام، بعد أن صرحت بايت دانس على أنها ستزيل محتوى تيك توك المرفوض وحظر المستخدمين الذين يقومون بتحميل "محتوى إباحي".
في مارس 2021، ردت محكمة إقليمية، أمر محكمة بيشاور العليا، على شكوى قدمها أحد سكان البنجاب. ذكر على أن منصة تيك توك تُستخدم للترويج للجريمة وتمجيد استخدام المخدرات والأسلحة في مقاطع الفيديو القصيرة الخاصة بها ودعت هيئة الاتصالات الباكستانية إلى حظر التطبيق مرة أخرى. وفقًا لسارة علي خان، الممثلة القانونية لسكان البنجاب، أعلنت رابطة التجارة التفضيلية أن تيك توك لم يثبت بشكل كافٍ قدرته على تعديل المحتوى "غير الأخلاقي" و"غير اللائق". حتى مع إزالة أكثر من 6 ملايين مقطع فيديو بين يناير 2021 ومارس 2021، ظلت منطقة التجارة التفضيلية غير راضية وحظرت التطبيق تمامًا. رفعت هيئة الاتصالات الباكستانية الحظر في أبريل 2021 بعد أن أكدت لهم الشركة المطورة لتيك توك أنها ستعمل على "تصفية المحتوى وتعديله".
في 28 يونيو 2021، حث أمر المحكمة العليا في السند جمعية التجارة التفضيلية على إعادة الحظر المفروض على تيك توك بسبب "نشر الفجور والفحش" المزعوم. في 30 يونيو 2021، أعلنت هيئة الاتصالات الباكستانية أنها منعت مرة أخرى وصول المواطنين إلى تطبيق مشاركة الفيديو. بعد ثلاثة أيام، سحبت المحكمة قرارها.
في 20 يوليو 2021، فرضت هيئة الاتصالات الباكستانية حظرًا على تيك توك بسبب "الوجود المستمر لمحتوى غير لائق على المنصة وفشلها في إزالة هذا المحتوى." وفقًا لبيان صادر عن هيئة الاتصالات الباكستانية، "نتيجة للمشاركة المستمرة، أكدت الإدارة العليا للمنصة (The) PTA التزامها باتخاذ الإجراءات اللازمة للسيطرة على المحتوى غير القانوني وفقًا للقوانين المحلية والأعراف المجتمعية". نتيجة لذلك، في 19 نوفمبر 2021، وافقت رابطة التجارة التفضيلية على التصرف على الفور والتراجع مرة أخرى وإزالة الحظر الباكستاني الرابع على تيك توك. وقالت رابطة الآباء والمعلمين في تغريدة على تويتر إنها "ستواصل مراقبة المنصة لضمان عدم نشر محتوى غير قانوني يتعارض مع القانون الباكستاني والقيم المجتمعية".

## أوروبا
اعتبارًا من يناير 2023، لم تتحرك أي دولة أوروبية لحظر تيك توك. ومع ذلك، وصف الرئيس الفرنسي إيمانويل ماكرون التطبيق بأنه "بريء مخادع" وبحسب ما ورد تحدث عن رغبته في تنظيم التطبيق، عند زيارته للولايات المتحدة في نوفمبر 2022.

## الولايات المتحدة

### الفيدرالية

#### إدارة ترامب
في عام 2020، أعلنت الحكومة الأمريكية أنها تدرس حظر منصة التواصل الاجتماعي الصينية تيك توك بناءً على طلب من الرئيس الأمريكي آنذاك دونالد ترامب، الذي اعتبر التطبيق تهديدًا للأمن القومي. كانت النتيجة أن بايت دانس مالكة التطبيق - الذي خططت في البداية لبيع جزء صغير من تيك توك إلى شركة أمريكية - وافقت على تصفية تيك توك لمنع الحظر في الولايات المتحدة وفي البلدان الأخرى حيث يتم أيضًا النظر في القيود بسبب مخاوف الخصوصية، التي ترتبط في الغالب بملكيتها من قبل شركة مقرها في الصين.
أعلنت تيك توك لاحقًا عن خطط لرفع دعوى قضائية تتحدى الحظر المفروض على المعاملات مع الشركات الأمريكية. رُفعت الدعوى القضائية ضد أمر إدارة ترامب في 24 أغسطس، وأكدت أن أمر الإدارة كان مدفوعًا بجهود ترامب لتعزيز دعم إعادة انتخابه من خلال سياسات التجارة الحمائية التي تستهدف الصين. دعوى منفصلة رفعت في نفس اليوم من قبل باتريك رايان، مدير البرنامج الفني في الولايات المتحدة في تيك توك، ضد ترامب ووزير التجارة ويلبر روس طلب أمر قضائي مؤقت (TRO)، بحجة أن حقوقه في الإجراءات القانونية الواجبة قد اُنتهكت وأن الحظر كان "اتخاذ غير دستوري" ممتلكات ريان بموجب التعديل الخامس؛ زعمت الدعوى أيضًا أن تصرف ترامب كان على الأرجح انتقامًا بسبب مقالب تيك توك التي استهدفت مسيرة حملة 20 يونيو.
كانت شركة التكنولوجيا الأمريكية مايكروسوفت قد اقترحت سابقًا فكرة للحصول على خوارزمية تيك توك وتقنيات الذكاء الاصطناعي الأخرى، لكن بايت دانس رفضت ذلك، حيث أعرب مديروها التنفيذيون عن قلقهم من احتمال معارضة الحكومة الصينية لها، التي انتقدت أمر إدارة ترامب سابقًا على أنه بيع قسري "سحق وانتزاع"، وفي 13 سبتمبر 2021، اقترح أنه يفضل إغلاق العمليات الأمريكية على مثل هذا البيع.

#### إدارة بايدن
في 9 يونيو 2021، أصدرت إدارة بايدن الأمر التنفيذي رقم 14034، "حماية البيانات الحساسة للأمريكيين من الخصوم الأجانب" ("EO 14034"). الأمر التنفيذي 14034، الذي يلغي ثلاثة أوامر تنفيذية موقعة من قبل دونالد ترامب: الأمر التنفيذي 13942 والأمر التنفيذي 13943 والأمر التنفيذي 13971. على الرغم من إلغاء هذه الأوامر التنفيذية الآن، فقد دعا الأمر التنفيذي 14304 لإدارة بايدن الوكالات الفيدرالية الإضافية إلى مواصلة مراجعة واسعة للتطبيقات المملوكة للأجانب والتي عُينت لإبلاغ الرئيس باستمرار بشأن المخاطر التي تشكلها التطبيقات على البيانات الشخصية والأمن القومي. قال البيت الأبيض في بيان إن "إدارة بايدن ملتزمة بتعزيز شبكة إنترنت مفتوحة وقابلة للتشغيل المتبادل وموثوق بها وآمنة؛ وحماية حقوق الإنسان على الإنترنت وخارجها؛ ودعم اقتصاد رقمي عالمي نابض بالحياة".
في 30 ديسمبر 2022، وافق الرئيس جو بايدن على قانون «نو تيك توك على الأجهزة الحكومية»، الذي يحظر استخدام التطبيق على الأجهزة المملوكة للحكومة الفيدرالية، مع بعض الاستثناءات.

### الولاية
اعتبارًا من يناير 2023، أعلنت 26 ولاية (من 50) حظرًا على الوكالات الحكومية والموظفين والمقاولين الذين يستخدمون تيك توك على الأجهزة التي تصدرها الحكومة. يؤثر الحظر الذي تفرضه الدولة فقط على الموظفين الحكوميين ولا يمنع المدنيين من استخدام التطبيق أو استخدامه على أجهزتهم الشخصية.
بعد الحظر الحكومي، اختارت بعض الجامعات العامة أيضًا حظر تيك توك على شبكة واي فاي في أجهزة الحاسوب المملوكة للجامعة، من بينها جامعة أوبرن، جامعة ولاية بويز، جامعة أوكلاهوما، جامعة جورجيا، وجامعة هيوستن.

### الرأي العام
وجد استطلاع أجري في يوليو 2020 من مورنين كونسولت، مع 2200 استطلاع، أن 29 ٪ من البالغين الأمريكيين يؤيدون حظر تيك توك، و33 ٪ يعارضون، و 3 ٪ ليس لديهم رأي. أظهر استطلاع للرأي أجرته رويترز / إبسوس في أغسطس 2020، شمل 1349، أن 40٪ يؤيدون تحرك ترامب لحظر التطبيق، و30٪ يعارضون، و30٪ غير مؤكد.
وجد استطلاع للرأي أجرته شركة راسموسن روبرتس في ديسمبر 2022، والذي شمل 1000 ناخب محتمل في الولايات المتحدة، أن 68٪ أيدوا مقترحات لحظر تيك توك اتحاديًا، مع 43٪ يؤيدون الحظر بشدة. بالمقابل، عارض 24٪ ممن شملهم الاستطلاع، بما في ذلك 12٪ عارضوا ذلك بشدة.